# Groupe K des éliminatoires de la zone Europe de la Coupe du monde de football 2026
 (décembre 2024).
Si vous disposez d'ouvrages ou d'articles de référence ou si vous connaissez des sites web de qualité traitant du thème abordé ici, merci de compléter l'article en donnant les références utiles à sa vérifiabilité et en les liant à la section « Notes et références ».
Navigation
Groupe J Groupe L
Le groupe K de la zone Europe des éliminatoires de la Coupe du monde de football 2026 est l'un des douze groupes de la zone Europe des éliminatoires de la Coupe du monde, tournoi pour décider quelles équipes se qualifieront pour la phase finale de la Coupe du monde de football 2026 au Canada, Mexique et aux États-Unis. Le groupe K se compose de cinq équipes : l'Angleterre, la Serbie, l'Albanie, la Lettonie et Andorre. Les équipes s'affronteront à domicile et à l'extérieur dans un tournoi toutes rondes.
La vainqueur du groupe se qualifie directement pour la phase finale de la Coupe du monde de football 2026, tandis que le deuxième passe par des barrages.

## Classement
| Rang | Équipe     | Pts | J | G | N | P | Bp | Bc | Diff |  | Résultats (▼ dom., ► ext.) |     |     |     |     |     |
| ---- | ---------- | --- | - | - | - | - | -- | -- | ---- |  | -------------------------- | --- | --- | --- | --- | --- |
| 1    | Angleterre | 9   | 3 | 3 | 0 | 0 | 6  | 0  | +6   |  | Angleterre                 |     | 2-0 | -   | 3-0 | -   |
| 2    | Albanie    | 5   | 4 | 1 | 2 | 1 | 4  | 3  | +1   |  | Albanie                    | -   |     | 0-0 | -   | 3-0 |
| 3    | Serbie     | 4   | 2 | 1 | 1 | 0 | 3  | 0  | +3   |  | Serbie                     | -   | -   |     | -   | 3-0 |
| 4    | Lettonie   | 4   | 3 | 1 | 1 | 1 | 2  | 4  | -2   |  | Lettonie                   | -   | 1-1 | -   |     | -   |
| 5    | Andorre    | 0   | 4 | 0 | 0 | 4 | 0  | 8  | -8   |  | Andorre                    | 0-1 | -   | -   | 0-1 |     |

## Matchs
Le programme des rencontres est annoncé par l'UEFA le 13 décembre 2024, jour du tirage,.
Les heures sont en CEST et CET, selon la liste de l'UEFA (les heures locales, si différentes, sont entre parenthèses).
| 1re journée                | Angleterre                                  | 2 - 0   | Albanie      | Wembley Stadium, Londres                                                                        |                                                                                                 |
| 21 mars 2025 20h45 (19h45) | ( Bellingham) Skelly 20e · ( Rice) Kane 77e | (1 - 0) |              | Spectateurs : 82 378 Arbitrage : Alejandro Hernández Hernández Arbitre vidéo : Cesar Soto Grado | Spectateurs : 82 378 Arbitrage : Alejandro Hernández Hernández Arbitre vidéo : Cesar Soto Grado |
| 21 mars 2025 20h45 (19h45) |                                             | Rapport | 32e Djimsiti | Spectateurs : 82 378 Arbitrage : Alejandro Hernández Hernández Arbitre vidéo : Cesar Soto Grado | Spectateurs : 82 378 Arbitrage : Alejandro Hernández Hernández Arbitre vidéo : Cesar Soto Grado |

| 21 mars 2025 | Andorre | 0 - 1   | Lettonie                    | Estadi Nacional, Andorre-la-Vieille                                                |                                                                                    |
| 20h45        |         | (0 - 0) | 58e Šits (Savaļnieks )      | Spectateurs : 957 Arbitrage : Giorgi Kruashvili Arbitre vidéo : Giorgi Avazashvili | Spectateurs : 957 Arbitrage : Giorgi Kruashvili Arbitre vidéo : Giorgi Avazashvili |
| 20h45        |         | Rapport | 50e Šits · 80e Černomordijs | Spectateurs : 957 Arbitrage : Giorgi Kruashvili Arbitre vidéo : Giorgi Avazashvili | Spectateurs : 957 Arbitrage : Giorgi Kruashvili Arbitre vidéo : Giorgi Avazashvili |

| 2e journée                 | Angleterre                                        | 3 - 0   | Lettonie               | Wembley Stadium, Londres                                                 |                                                                          |
| 24 mars 2025 20h45 (19h45) | R.James 38e · ( Rice) Kane 68e · ( Foden) Eze 76e | (1 - 0) |                        | Spectateurs : 79 572 Arbitrage : Orel Grinfeld Arbitre vidéo : Ziv Adler | Spectateurs : 79 572 Arbitrage : Orel Grinfeld Arbitre vidéo : Ziv Adler |
| 24 mars 2025 20h45 (19h45) | Bellingham 42e                                    | Rapport | 85e Meļņiks · 89e Šits | Spectateurs : 79 572 Arbitrage : Orel Grinfeld Arbitre vidéo : Ziv Adler | Spectateurs : 79 572 Arbitrage : Orel Grinfeld Arbitre vidéo : Ziv Adler |

| 24 mars 2025 | Albanie                                                         | 3 - 0   | Andorre             | Air Albania Stadium, Tirana                                                                |                                                                                            |
| 20h45        | ( Asllani) Manaj 9e · ( Broja) Manaj 19e · ( Hoxha) Uzuni 90+2e | (2 - 0) |                     | Spectateurs : 17 183 Arbitrage : Sebastian Gishamer Arbitre vidéo : Manuel Schuettengruber | Spectateurs : 17 183 Arbitrage : Sebastian Gishamer Arbitre vidéo : Manuel Schuettengruber |
| 20h45        |                                                                 | Rapport | 2e Babot · 80e Cucu | Spectateurs : 17 183 Arbitrage : Sebastian Gishamer Arbitre vidéo : Manuel Schuettengruber | Spectateurs : 17 183 Arbitrage : Sebastian Gishamer Arbitre vidéo : Manuel Schuettengruber |

| 3e journée        | Andorre                       | 0 - 1   | Angleterre          | RCDE Stadium, Cornellà de Llobregat                                   |                                                                       |
| 7 juin 2025 18h00 |                               | (0 - 0) | 60e Kane ( Madueke) | Spectateurs : 8 872 Arbitrage : Igor Pajač Arbitre vidéo : Fran Jović | Spectateurs : 8 872 Arbitrage : Igor Pajač Arbitre vidéo : Fran Jović |
| 7 juin 2025 18h00 | Rapport (FIFA) Rapport (UEFA) |         |                     | Spectateurs : 8 872 Arbitrage : Igor Pajač Arbitre vidéo : Fran Jović | Spectateurs : 8 872 Arbitrage : Igor Pajač Arbitre vidéo : Fran Jović |

| 7 juin 2025 | Albanie      | 0 - 0                         | Serbie                        | Air Albania Stadium, Tirana                                                     |                                                                                 |
| 20h45       |              | (0 - 0)                       |                               | Spectateurs : 20 427 Arbitrage : Davide Massa Arbitre vidéo : Aleandro Di Paolo | Spectateurs : 20 427 Arbitrage : Davide Massa Arbitre vidéo : Aleandro Di Paolo |
| 20h45       | Djimsiti 19e | Rapport (FIFA) Rapport (UEFA) | 17e Pavlović · 80e S.Mitrović | Spectateurs : 20 427 Arbitrage : Davide Massa Arbitre vidéo : Aleandro Di Paolo | Spectateurs : 20 427 Arbitrage : Davide Massa Arbitre vidéo : Aleandro Di Paolo |

| 4e journée         | Serbie                                                                    | 3 - 0                         | Andorre                                | Stade Dubočica (en), Leskovac                                 |                                                               |
| 10 juin 2025 20h45 | ( Vlahović) Mitrović 12e · ( Živković) Mitrović 24e · Mitrović 54e (pen.) | (2 - 0)                       |                                        | Arbitrage : Aliyar Aghayev Arbitre vidéo : Gianluca Aureliano | Arbitrage : Aliyar Aghayev Arbitre vidéo : Gianluca Aureliano |
| 10 juin 2025 20h45 | Račić 75e                                                                 | Rapport (FIFA) Rapport (UEFA) | 44e Vales · 85e De las Heras Izquierdo | Arbitrage : Aliyar Aghayev Arbitre vidéo : Gianluca Aureliano | Arbitrage : Aliyar Aghayev Arbitre vidéo : Gianluca Aureliano |

| 10 juin 2025  | Lettonie                                         | 1 - 1                         | Albanie                | Skonto Stadion, Riga                                     |                                                          |
| 20h45 (21h45) | ( Cigaņiks) Černomordijs 45+4e                   | (1 - 1)                       | 29e (csc) Černomordijs | Arbitrage : Halil Umut Meler Arbitre vidéo : Harm Osmers | Arbitrage : Halil Umut Meler Arbitre vidéo : Harm Osmers |
| 20h45 (21h45) | Cigaņiks 50e · Varslavāns 69e · Černomordijs 84e | Rapport (FIFA) Rapport (UEFA) |                        | Arbitrage : Halil Umut Meler Arbitre vidéo : Harm Osmers | Arbitrage : Halil Umut Meler Arbitre vidéo : Harm Osmers |

| 5e journée                     | Lettonie                      | -   | Serbie |                             |                             |
| 6 septembre 2025 15h00 (16h00) |                               | (-) |        | Arbitrage : Arbitre vidéo : | Arbitrage : Arbitre vidéo : |
| 6 septembre 2025 15h00 (16h00) | Rapport (FIFA) Rapport (UEFA) |     |        | Arbitrage : Arbitre vidéo : | Arbitrage : Arbitre vidéo : |

| 6 septembre 2025 | Angleterre                    | -   | Andorre |                             |                             |
| 18h00 (17h00)    |                               | (-) |         | Arbitrage : Arbitre vidéo : | Arbitrage : Arbitre vidéo : |
| 18h00 (17h00)    | Rapport (FIFA) Rapport (UEFA) |     |         | Arbitrage : Arbitre vidéo : | Arbitrage : Arbitre vidéo : |

| 6e journée             | Serbie                        | -   | Angleterre |                             |                             |
| 9 septembre 2025 20h45 |                               | (-) |            | Arbitrage : Arbitre vidéo : | Arbitrage : Arbitre vidéo : |
| 9 septembre 2025 20h45 | Rapport (FIFA) Rapport (UEFA) |     |            | Arbitrage : Arbitre vidéo : | Arbitrage : Arbitre vidéo : |

| 9 septembre 2025 | Albanie                       | -   | Lettonie |                             |                             |
| 20h45            |                               | (-) |          | Arbitrage : Arbitre vidéo : | Arbitrage : Arbitre vidéo : |
| 20h45            | Rapport (FIFA) Rapport (UEFA) |     |          | Arbitrage : Arbitre vidéo : | Arbitrage : Arbitre vidéo : |

| 7e journée                    | Lettonie                      | -   | Andorre |                             |                             |
| 11 octobre 2025 15h00 (16h00) |                               | (-) |         | Arbitrage : Arbitre vidéo : | Arbitrage : Arbitre vidéo : |
| 11 octobre 2025 15h00 (16h00) | Rapport (FIFA) Rapport (UEFA) |     |         | Arbitrage : Arbitre vidéo : | Arbitrage : Arbitre vidéo : |

| 11 octobre 2025 | Serbie                        | -   | Albanie |                             |                             |
| 20h45           |                               | (-) |         | Arbitrage : Arbitre vidéo : | Arbitrage : Arbitre vidéo : |
| 20h45           | Rapport (FIFA) Rapport (UEFA) |     |         | Arbitrage : Arbitre vidéo : | Arbitrage : Arbitre vidéo : |

| 8e journée            | Andorre                       | -   | Serbie |                             |                             |
| 14 octobre 2025 20h45 |                               | (-) |        | Arbitrage : Arbitre vidéo : | Arbitrage : Arbitre vidéo : |
| 14 octobre 2025 20h45 | Rapport (FIFA) Rapport (UEFA) |     |        | Arbitrage : Arbitre vidéo : | Arbitrage : Arbitre vidéo : |

| 14 octobre 2025 | Lettonie                      | -   | Angleterre |                             |                             |
| 20h45 (21h45)   |                               | (-) |            | Arbitrage : Arbitre vidéo : | Arbitrage : Arbitre vidéo : |
| 20h45 (21h45)   | Rapport (FIFA) Rapport (UEFA) |     |            | Arbitrage : Arbitre vidéo : | Arbitrage : Arbitre vidéo : |

| 9e journée                     | Angleterre                    | -   | Serbie |                             |                             |
| 13 novembre 2025 20h45 (19h45) |                               | (-) |        | Arbitrage : Arbitre vidéo : | Arbitrage : Arbitre vidéo : |
| 13 novembre 2025 20h45 (19h45) | Rapport (FIFA) Rapport (UEFA) |     |        | Arbitrage : Arbitre vidéo : | Arbitrage : Arbitre vidéo : |

| 13 novembre 2025 | Andorre                       | -   | Albanie |                             |                             |
| 20h45            |                               | (-) |         | Arbitrage : Arbitre vidéo : | Arbitrage : Arbitre vidéo : |
| 20h45            | Rapport (FIFA) Rapport (UEFA) |     |         | Arbitrage : Arbitre vidéo : | Arbitrage : Arbitre vidéo : |

| 10e journée            | Serbie                        | -   | Lettonie |                             |                             |
| 16 novembre 2025 18h00 |                               | (-) |          | Arbitrage : Arbitre vidéo : | Arbitrage : Arbitre vidéo : |
| 16 novembre 2025 18h00 | Rapport (FIFA) Rapport (UEFA) |     |          | Arbitrage : Arbitre vidéo : | Arbitrage : Arbitre vidéo : |

| 16 novembre 2025 | Albanie                       | -   | Angleterre |                             |                             |
| 18h00            |                               | (-) |            | Arbitrage : Arbitre vidéo : | Arbitrage : Arbitre vidéo : |
| 18h00            | Rapport (FIFA) Rapport (UEFA) |     |            | Arbitrage : Arbitre vidéo : | Arbitrage : Arbitre vidéo : |

## Buteurs

### 3 buts
- Harry Kane
- Aleksandar Mitrović

### 2 buts
- Rey Manaj

### 1 but
- Myrto Uzuni
- Myles Lewis-Skelly
- Reece James
- Eberechi Eze
- Dario Šits
- Antonijs Černomordijs

### but contre son camp(csc)
- Antonijs Černomordijs

## Passeurs décisifs

### 2 passes
- Declan Rice

### 1 passe
- Kristjan Asllani
- Armando Broja
- Arbër Hoxha
- Jude Bellingham
- Phil Foden
- Noni Madueke
- Roberts Savaļnieks
- Andrejs Cigaņiks
- Dušan Vlahović
- Andrija Živković

## Discipline
Un joueur est automatiquement suspendu pour le match suivant:
- S'il cumule deux avertissements (cartons jaunes) lors de deux matchs différents.
- S'il se voit décerner une exclusion de terrain (carton rouge).
  - En cas d’infraction grave, l’Instance de contrôle, d’éthique et de discipline de l'UEFA est habilitée à aggraver la sanction, y compris en l'étendant à d'autres compétitions.

| Équipe   | Joueurs    | Cartons                                                                                   | Suspensions                               |
| -------- | ---------- | ----------------------------------------------------------------------------------------- | ----------------------------------------- |
| Lettonie | Dario Šits | 1re journée, contre Andorre (21 mars 2025) · 2e journée, contre Angleterre (24 mars 2025) | 4e journée, contre Albanie (10 juin 2025) |